# Mid Wales Football League
La Mid Wales Football League, conosciuta anche per motivi di sponsorizzazione SPAR Mid Wales Football League, è una competizione calcistica gallese, che consiste in 29 squadre, 16 in Division One e 13 in Division Two. La Division One occupa il terzo livello della struttura gallese, e i vincitori vengono promossi in Cymru Alliance. Mentre la Division Two occupa il quarto livello, e le squadre possono retrocedere in Aberystwyth Football League, Ceredigion League, Mid Wales South Football League, o in Montgomeryshire Football League.

Gli attuali campioni sono i Llandrindod Wells che hanno ottenuto la promozione in Cymru Alliance.

## Stagione 2014-2015
Di seguito, sono elencate le squadre per la stagione 2014-2015:

### Division One
- Aberaeron
- Aberystwyth University
- Berriew
- Bow Street
- Carno
- Four Crosses
- Llanfair United
- Llanrhaeadr
- Llansantffraid Village
- Machynlleth
- Montgomery Town
- Penrhyncoch
- Rhosgoch
- Tywyn & Bryncrug
- Waterloo Rovers
- Welshpool Town

### Division Two
- Abermule
- Bont
- Borth United
- Builth Wells
- Churchstoke
- Dyffryn Banw
- Hay St Marys FC
- Kerry
- Knighton Town
- Newbridge
- Penybont
- Presteigne St. Andrews
- Talgarth Town

## Albo d'oro
| Stagione  | Vincitore                                                        |
| --------- | ---------------------------------------------------------------- |
| 1986-1987 | Newtown                                                          |
| 1987-1988 | Newtown                                                          |
| 1988-1989 | Caersws                                                          |
| 1989-1990 | Caersws                                                          |
| 1990-1991 | Morda United                                                     |
| 1991-1992 | Knighton Town                                                    |
| 1992-1993 | Machynlleth                                                      |
| 1993-1994 | Machynlleth                                                      |
| 1994-1995 | Machynlleth                                                      |
| 1995-1996 | Newtown riserve                                                  |
| 1996-1997 | Caersws riserve                                                  |
| 1997-1998 | Kerry                                                            |
| 1998-1999 | Kerry                                                            |
| 1999-1900 | Carno                                                            |
| 2000-2001 | Stagione abbandonata dopo lo scoppio della Crisi afta epizootica |
| 2001-2002 | Penrhyncoch                                                      |
| 2002-2003 | Penrhyncoch                                                      |
| 2003-2004 | Aberystwyth Town riserve                                         |
| 2004-2005 | Aberystwyth Town riserve                                         |
| 2005-2006 | Llanrhaeadr                                                      |
| 2006-2007 | Presteigne St. Andrews                                           |
| 2007-2008 | Aberystwyth Town riserve                                         |
| 2008-2009 | Newtown riserve                                                  |
| 2009-2010 | Penparcau                                                        |
| 2010-2011 | Llanrhaeadr                                                      |
| 2011-2012 | Rhayader Town                                                    |
| 2012-2013 | Llanidloes Town                                                  |
| 2013-2014 | Llandrindod Wells                                                |